# К. С. Читра
Кришнан Наир Шантакумари Читра (малаял. കെ.എസ്. ചിത്ര; род. 27 июля 1963, Тривандрам, Индия) более известная как К. С. Читра — индийская закадровый исполнитель.

## Биография
Читра родилась в Тируванантапураме, столице штата Керала, в семье музыкантов, её отец Кришнан Наир также был её первым учителем. Её старшая сестра К. С. Бина и ее младший брат К. Махеш также являются певцами. Читра проходила обучение карнатической музыке у извсеного музыканта К. Оманакутти, передала Б. А. в музыке с первого класса и третьего ранга из Университета Кералы, и получил степень магистра в области музыки. Она была отобрана в Национальную стипендию по поиску талантов от центрального правительства с 1978 по 1984 год.
Её карьера началась с того как она представлена известным в штате певцом М. Г. Радхакришнан в 1979 году, который записывал её голос в альбомах и фильмах. Она записывала первые песни к фильмах Attahasam, Snehapoorvam Meera и Njan Ekananu. Также она давала концерты весте с К. Дж. Йесудас в Индии и за границей.
В 1985 году дебютировала в Колливуде с песней «Poojaikketha Poovithu» для Neethana Antha Kuyil, сделанный на музыку Илайяраджы. Она дала название Chinnakuyil после того как она спела «Chinna Kuyil Paadum» из фильма Долгая разлука. Режиссёр Фазил назначил её на запись песни после того Илайяраджа был впечатлен ее песней в оригинальной версии на малаялам Nokkethadhoorathu Kannum Nattu, который он режиссировал сам. Большее количество дуэтных песен спела с С. П. Баласубраманьям.
В 1991 году дебютировалась в Болливуде, когда спела четыре песни для фильма Love, хотя должен быть дебют в 1985 году, когда она записала песню на музыку С. П. Вентикеш, но песня так не была выпущена, с этого момента её песни на хинди стали популярными в том числе песня Kehna Hi Kya к дублированной версии фильма Бомбей.
Сейчас Читра остаётся по сей день одной из самых популярных закадровых исполнителей в Керале и Тамилнад.

## Личная жизнь
Замужем за Виджайяшанкаром, инженером и бизнесменом, сейчас живёт в Ченнае. Имели дочь Нандану, которая родилась в 2003 году с синдромом Дауна, но в 2011 году она погибла купаясь в бассейне, когда Читра пела на концерте А. Р. Рахмана в Дубае.

## Фильмография
Тамильский
- 1985 — Sindhu Bhairavi — «Naan Oru Sindhu»
- 1985 — Idaya Kovil — «Oororama Aathupakkam» (дуэт с Илайяраджей)
- 1985 — Naane Raja Naane Mandhiri — «Thegam Sirakadikkum»
- 1985 — «Синдху и Бхайрави»[англ.] — «Naan Oru Sindhu»,	«Paadariyen»
- 1985 — «Долгая разлука» — «Chinna Kuyil Paadum Pattu», «Pattasu Chuttu», «Poovae Poochudava»
- 1986 — «Поющая раковина» — «Podinadaya Poravare»
- 1992 — «Роза» — «Rukkumani Rukkumani»
- 1995 — «Бомбей» — «Kannalanae», «Uyire Uyire»
- 1997 — Minsara Kanavu — «Manna Madurai (Ooh La La La)»
- 2000 — «Разум и чувства» — «Kanamoochi», «Enge Enathu Kavithai»
- 2003 — «Всеми правдами» — «Idhuthaanaa»
- 2004 — «Автограф»[англ.] — «Ovvoru Pookalume»
- 2016 — Sethupathi — «Konji Pesida Venam»

Малаялам
- 1984 — «Долгая разлука» — «Kiliye Kiliye», «Aayiram Kannumaayi»
- 1986 — Nakhakshathangal — «Manjal Prasadavum»
- 1988 — Vaisali — «Indraneelimayolum», «Indupushpam», «Poomullakkaattil», «Theduvathethoru»
- 1993 — «Сломанный замок» — «Varuvaanillaruminn», «Oru Murai Vanthu»
- 1999 — Angene Oru Avadhikkalathu — «Pular Veyilum»
- 2001 — Theerthadanam — «Mooli Mooli»
- 2002 — Nandanam — «Mouliyil», «Karmukil»
- 2006 — Vadakkumnathan — «Kalabham Tharam», «Oru Kili», «Gange»
- 2008 — Thirakkatha — «Oduvil Oru»
- 2009 — «Легенда о Паласси Радже»[англ.] — «Kunnathe Konna»
- 2017 — Kamboji — «Nadavathil», «Chenthar Nermukhi»

Телугу
- 1991 — Seetharamaiah Gari Manavaralu — «Kaliki Chilakala Koliki», «Poosindi Poosindi», «Badharagiri Ramayya», «Velugu Rekhalavaru»
- 1992 — Sundarakanda — «Akasana Suryudu»
- 1993 — Rajeswari Kalyanam — «Endaro Mahanubhavulu», «Poddullo», «Chukka Chukka», «Odanu Jaripe»
- 1993 — Mathru Devo Bhava — «Venuvai Vachhanu»
- 1996 — Maavichiguru — «Maata Ivvamma»
- 1999 — Swayamvaram — «Marala Thelupara»
- 2003 — «Единственный» — «Hai Re Hai» (дуэт с Картиком)
- 2004 — «Дождь»[англ.] — «Nuvvostanante»
- 2006 — «Пурнами» — «Muvvala Navvakala»
- 2013 — «Ветка жасмина у дома Ситы»[англ.] — «Seethamma Vakitlo»
- 2016 — Nenu Sailaja — «Ee Premaki»

Каннада
- 2006 — «Мой автограф» — «Araluva Hoovugale»
- 2008 — Gaalipata — «Nadheem Dheem Tana»

Хинди
- 1991 — «Любовная история» — «Sathiya Tune Kya Kiya», «Aaja Aaja Give Me A Kiss», «My Love Meri Priyatama», «We Are Made For Each Other» (дуэт с С. П. Баласубраманьямом)
- 1992 — «Путь к новой жизни» — «Hawa Mein Kya Hai», «Jalnewale To Jalte»
- 1995 — «Весельчак» — «Yaaro Sun Lo Zara»
- 1997 — «Зов земли»[англ.] — «Payali Chunmun»
- 1998 — Kabhi Na Kabhi — «Tu Hi Tu», «Mere Yaara Dildara»
- 1998 — «Боль души»[англ.] — «Maa Ne Kaha»
- 2003 — «Ты не одинок» — «Koi Mil Gaya»
- 2006 — «Цвет шафрана» — «Rang De Basanti» (дуэт с Далером Мехенди)